# Medha Patkar
Medha Patkar, née le 1er décembre 1954, est une militante indienne dans le domaine social et écologique, devenue également une femme politique. Elle est une membre fondatrice du mouvement de protection de la Narmada (Narmada Bachao Andolan ou NBA) et une coordonnatrice nationale de l'Alliance nationale des mouvements du peuple (National Alliance of People's Movements ou NAPM). Elle a été aussi une représentante à la World Commission on Dams. En 2014, elle a fait une brève excursion sur le terrain politique, en étant candidate du Aam Aadmi Party, dans une circonscription du Nord-Est de Bombay, aux élections législatives indiennes.

## Biographie

### Origines et études
Medha Patkar est née à Bombay, en Inde, le 1er décembre 1954. Sa mère était membre d'une association d'aide aux femmes en difficulté, son père avait combattu pour l'indépendance de l'Inde. Elle passe un master à l'Institut Tata de sciences sociales. Pendant cinq ans, elle travaille ensuite dans des organisations de bénévoles dans les bidonvilles de Bombay, et, durant deux ans, dans les districts du nord-est du Gujarat, puis obtient un poste universitaire lui permettant d'entreprendre en parallèle un doctorat. Mais elle décide de quitter son poste à l'Institut Tata, laissant ses travaux de doctorat inachevés, pour s'immerger dans des communautés paysannes du Maharashtra, du Madhya Pradesh et du Gujarat.

### Son combat contre les grands barrages de la Narmada
Ces communautés paysannes sont directement concernées, dans les années 1980, 1990 et 2000, par le projet de construction de 30 grands barrages sur la Narmada, un fleuve qui s'étend d'est en ouest, sur 1 300 kilomètres, depuis le cœur de l'Inde centrale jusqu'à la mer d'Arabie. L'édification de ces barrages entraîne l’engloutissement de milliers de villages et des déplacements de centaines de milliers d'habitants, dont des Adivasis, aborigènes de l'Inde préaryenne. Pour les partisans du projet, les populations concernées ne peuvent que gagner en condition de vie : « Pour eux, c'est un véritable progrès ; le seul problème, c'est qu'ils ne s'en rendent pas compte », affirment-ils. Pour ces communautés, ces déplacements forcés à grande échelle les privent de leur habitat, de leur environnement, de leurs ressources dans cet environnement, de leur culture et de leur histoire,. Ils ne veulent pas venir grossir les bidonvilles à la périphérie des grandes villes: « L'électricité, on en veut bien, mais on ne l'aura jamais. Le gouvernement se fiche de nous, les Adevasis. Si le gouvernement propose de nouvelles terres et des maisons, on décidera peut-être collectivement d'accepter l'offre et de partir ».
Medha Patkar prend la tête d'un mouvement visant à faire reconnaître le droit de ces populations, et particulièrement des plus démunis, et à informer sur l'impact social et écologique du projet. Elle le fait à la manière de Gandhi, vivant au sein de ces populations, prêchant la désobéissance civile, organisant des sit-in, donnant de la voix à leurs revendications, marchant de villages en villages et de hameaux en hameaux et n'hésitant pas à utiliser l'arme de la grève de la faim,,.
Son mouvement de défense de la Narmada et des populations vivants autour de ce fleuve s'appelle le Narmada Bachao Andolan (NBA). Des personnalités des arts et des lettres viennent en soutien de ce mouvement, dont la romancière Arundhati Roy et la star de cinéma de Bollywood, Aamir Khan. Medha Patkar entreprend sa plus célèbre grève de la faim du 28 mars au 17 avril 2006, faisant pression sur la Cour suprême indienne qui venait à nouveau de donner raison aux défenseurs du projet. Un de ses adversaires est Narendra Modi, alors premier ministre de l’État du Gujarat.

### Coordinatrice de l'Alliance nationale des mouvements populaires
En 1996, le NBA se fond dans l’Alliance nationale des mouvements populaires (NAPM, National Alliance of People’s Movement), regroupant ainsi ses forces avec le Mouvement des paysans et travailleurs du Rajasthan pour le droit à l’information et à la transparence, le Forum national des pêcheurs et des groupes d'intouchables. Cette alliance organise notamment une marche du Kerala, où un groupe de villages lutte contre le géant Coca-Cola, à Ayodhya, dans la plaine du Gange. Ayodhya est une ville qui a été le théâtre de violences inter communautaires, et le symbole 'une idéologie de la suprématie hindoue sur les autres cultures et religions qui constituent l’Inde. L’alliance NAPM, dont Medha Patkar est cofondatrice et coordinatrice nationale, veut ainsi à la fois marquer son opposition à des projets économiques lorsqu'ils se font au détriment des démunis, et au communautarisme, surtout lorsque ce communautarisme est utilisé à des fins politiques.

### Rôle à la World Commission on Dams
Elle a été ensuite déléguée à la World  Commission on Dams, une organisation mondiale constituée pour enquêter sur l'eau et l'énergie, et pour mettre en exergue de nouvelles approches. Elle se positionne aussi en opposante sur de nouveaux projets, ou dénonçant des corruptions et des escroqueries immobilières. Ses différents combats dans les années 2000 lui valent d'être pris dans des bastonnades, ou d'être emprisonnée.

### Engagement politique
En janvier 2014, Medha Patkar rejoint le Aam Aadmi Party, un parti politique dirigé par Arvind Kejriwal.
Medha Patkar participe comme candidate de ce parti aux élections législatives indiennes de 2014, dans une circonscription du Nord Est de Bombay. Elle arrive en troisième position, recevant 8,9 % des votes exprimés,. Elle démissionne du Aam Admi Party le 28 mars 2014.